# 桑布尔河桥村
桑布尔河桥村（法語：Pont-sur-Sambre，法語發音：[pɔ̃ syʁ sɑ̃bʁ]，意即为“桑布尔河上的桥”）是法国上法蘭西大區北部省的一个市镇，位于该省东部，属于埃尔普河畔阿韦讷区。

## 地理
桑布尔河桥村（50°13'26"N, 3°50'50"E）面积11.33 平方千米，位于法国上法蘭西大區北部省，该省份为法国最北部的省份及最长的省份，西北濒北海，西接加来海峡省，南至埃纳省和索姆省，东与比利时接壤。
与桑布尔河桥村接壤的市镇（或旧市镇、城区）包括：阿尔尼、欧努瓦-艾姆里、贝尔莱蒙、北圣雷米、维约梅尼勒、巴尚、桑布尔河畔布西耶尔、洛基尼奥勒。

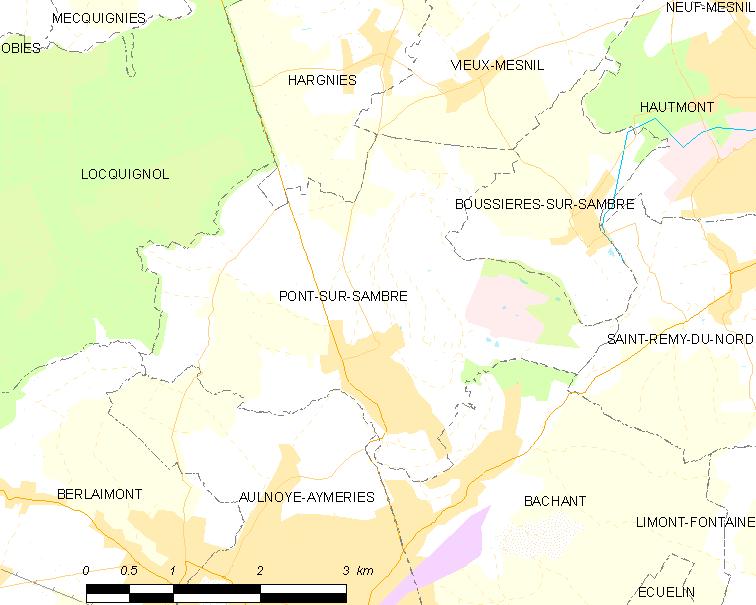
桑布尔河桥村的OSM定位图

桑布尔河桥村的时区为UTC+01:00、UTC+02:00（夏令时）。

## 行政
桑布尔河桥村的邮政编码为59138，INSEE市镇编码为59467。

## 政治
桑布尔河桥村所属的省级选区为欧努瓦-艾姆里县。

## 人口

1962-2008年间桑布尔河桥村人口变化图示

桑布尔河桥村于2022年1月1日时的人口数量为2387人。